# Mariqueen Maandig
Mariqueen Maandig Reznor (nacida el 5 de abril de 1981) es integrante de la banda How to Destroy Angels. Es una cantante y compositora filipina, además es la vocalista principal, toca el Swarmatron y otros instrumentos. También es la letrista principal.

## Biografía
Maandig nació en Filipinas y se trasladó al condado de Orange, California, con su familia cuando era una niña. Su primera incursión en la música se produjo en su adolescencia, cuando un amigo tocaba la banda sonora del musical Miss Saigón para ella. Quedó tan impresionada que se fue a comprar una copia, aprendió las canciones y su estilo vocal. En la escuela secundaria probó en el teatro musical, con la esperanza de eventualmente convertirse en una cantante de Broadway, pero decidió que aquello no era para ella. Después de la secundaria, Maandig fue a una escuela de modas para seguir una carrera como personal shopper o estilista, pero se retiró después de sentirse cansada de ella. Volvió a caer en la consecución de una carrera como cantante y aprovechó la oportunidad para ayudar a superar su miedo escénico. En 2003, un amigo le sugirió a Maandig una audición para una banda que estaba buscando una vocalista. Finalmente consiguió el papel de corista en West Indian Girl, una banda de indie-rock psicodélico. Su aportación creativa de la banda era mínimo, pero se convirtió en un rostro asociado a la banda. En el otoño de 2008 aceptó una oferta de la revista Playboy que se presentó como el "Becoming Attraction" de enero de 2009. El artículo ayudó a crear algunos rumores en torno a ella y a la banda. Maandig deja West Indian Girl en el verano de 2009 para perseguir su propia carrera y hacer algo más creativo de entrada.
En febrero de 2010, Maandig entra en el estudio de Trent Reznor, fundador de Nine Inch Nails y su antiguo colaborador Atticus Ross para comenzar a grabar canciones para un nuevo proyecto musical, How to Destroy Angels.  Reznor y Ross trabajan en la música mientras Maandig escribe las letras y las melodías vocales, con Reznor y Ross ofreciéndole ayuda sobre la forma de hacerla encajar con la música. 

## Vida personal
Maandig se casó con Trent Reznor en octubre de 2009. Tienen tres hijos y dos hijas juntos.

## Trabajos

### West Indian Girl
West Indian Girl (2004) 
Remix EP (2006) 
4th & Wall (2007)
4th On The Floor (Remixes, Vol. 2) (2009)
We Believe (2009) 

### I Will Never Be The Same
Live keyboards and b/g vocals (abril-junio de 2009)

### How To Destroy Angels
How To Destroy Angels (2010)